# 원창식
원창식(1979년 11월 5일 ~ )은 전 한화 이글스의 트레이닝 코치(등번호 00)이자, 현재 독립야구단인 스코어본 하이에나들의 코치다.